# 4-Aminoacridine
4-Aminoacridine là một aminoacridine.